# Парфёнова, Татьяна Викторовна
Татьяна Викторовна Парфёнова (1 июня 1985, Кзыл-Орда, Казахская ССР, СССР) — казахстанская гандболистка, вратарь. Чемпионка Азии 2010 года.

## Биография
Родилась 1 июня 1985 года в городе Кзыл-Орда.
Воспитанница тольяттинской «Лады». На клубном уровне защищала цвета «Лады», «Лады-2» и звенигородской «Звезды». В сезоне-2007/2008 «Звезда», в составе которой неполный сезон провела Парфёнова, выиграла Лигу чемпионов. Также выступала за казахстанские команды — «Сейхун-КамКГУ» из Кызылорды и «Алматы». Первоначально играла за юниорскую сборную России, в составе которой в 2004 году стала чемпионкой Европы, в 2005 году в составе молодёжной сборной России участвовала в чемпионате мира. Впоследствии стала играть за сборную Казахстана.
В 2008 году вошла в состав женской сборной Казахстана по гандболу на летних Олимпийских играх в Пекине, которая заняла 10-е место. Играла на позиции вратаря, провела 5 матчей, пропустила 137 мячей (35 от сборной Норвегии, 31 — от Румынии, 26 — от Китая, 24 — от Анголы, 21 — от Франции).
В 2010 году в составе сборной Казахстана выступала на летних Азиатских играх в Гуанчжоу, где команда заняла 4-е место, уступив соперницам из Китая, Японии и Южной Кореи. В том же году в составе сборной Казахстана выиграла чемпионат Азии, проходивший в Алма-Ате. В финале сделала определяющий вклад в победу над гандболистками Южной Кореи (33:32), парировав большую часть бросков.
В 2011 году в составе сборной Казахстана участвовала в чемпионате мира в Бразилии, где команда заняла 19-е место.